# Габријела Коукалова
Габријела Коукалова, Соукалова (чеш. Gabriela Koukalová, Soukalová; Јаблонец на Ниси, 1. новембар 1989) је чешка биатлонка, освајачица олимпијских медаља у биатлону.
Биатлоном је почела да се бави 2005. године. На Светском јуниорском првенству 2009. године освојила је златну медаљу у штафети. Најбољи пласман у појединачној конкуренцији био јој је осмо место.
У сезони 2008/09. дебитовала је у Европа купу. Најбољи пласман остварила је 2010/11. када је заузела осмо место, а у спринту је освојила мали глобус. У Европа купу укпуно је остварила четири подијума, од тога две победе.
У Светском купу почела је да се такмичи од сезоне 2010/11. У сезони 2012/13. заузела је 6. место у генералном пласману, а 2013/14. четврто, када је освојила и мали кристални глобус за појединачну дисциплину. У Светском купу има 11 индивидуалних подијума и осам победа. Са чешким женским и мешовитим штафетама 12 пута се попела на подијум, 4 пута на највише постоље.
На Европском првенству освојила је једну сребрну медаљу, 2011. године у спринту, а на Светском једну бронзану у мешовитој штафети 2013.
На Олимпијским играма дебитовала је 2010. године без већих успеха. На Олимпијским играма 2014. године постала је прва Чехиња, освајачица олимпијске медаље у биатлону, када је освојила сребро у масовном старту. Сребро је такође освојила у мешовитој штафети. У појединачној дисциплини на 15 километара, у потери и у женској штафети заузела је четврто место.
Њена мајка, Габријела Свободова, позната је чехословачка скијашка тркачица, која је на Олимпијским играма у Сарајеву 1984. освојила сребрну медаљу у штафети. У вези је са играчем бадминтона Петром Коукалом.